# Дядюшкин сон
«Дя́дюшкин сон» — повесть Фёдора Михайловича Достоевского, написанная в 1859 году. Первое после длительной творческой паузы произведение Достоевского, с которым он вернулся к литературной деятельности. Написана во время пребывания автора в Семипалатинске. Впервые опубликована в журнале «Русское слово» (1859, № 3).

## Сюжет
Действие повести происходит в городе Мордасове, где живёт Мария Александровна Москалёва — энергичная дама, имеющая двадцатитрёхлетнюю дочь. Мать мечтает выдать Зинаиду замуж, однако та мягко отклоняет предложения своего единственного ухажёра Павла Мозглякова; других же достойных кавалеров в их небольшом городке нет. Кроме того, она до сих пор любит бедного уездного учителя, за которого мать ей выйти не позволила.
Однажды в доме Москалёвых останавливается князь К. — господин весьма почтенного возраста, страдающий, по мнению горожан, старческим слабоумием и внешне напоминающий «мертвеца на пружинах». Во время общения с гостем у Марии Александровны созревает план: женить его на своей дочери. Зинаида, с которой мать делится этим замыслом, сначала горячо отвергает любые разговоры о свадьбе, но Москалёва-старшая приводит весомые аргументы: согласно её доводам, девушке выпадает особая миссия — в браке она будет для мужа сестрой милосердия, а после его смерти станет богатой и свободной княгиней.
Мария Александровна прилагает немало усилий для реализации своего проекта; в итоге князь, расслабившись от напитков и пения Зинаиды, соглашается жениться. Однако наутро выясняется, что К. весьма смутно помнит о недавних событиях, и Павлу Мозглякову удаётся убедить «дядюшку», что свою грядущую свадьбу тот видел во сне. Когда обман раскрывается, Зинаида честно признаёт свою вину, а князь, тронутый её искренностью, сообщает, что для него было бы большой честью предложить руку и сердце такой девушке. Всё случившееся становится для К. сильным потрясением; через три дня он умирает в своём гостиничном номере. Мозгляков вновь приударяет за Зиной, но, получив отказ, уезжает в Петербург. Продав имущество, уезжают из Мордасова и Москалевы. Через несколько лет судьба сведёт их на балу в далёком краю; Мария Александровна и ставшая к тому времени женой генерал-губернатора Зинаида едва узнают его.

## История создания. Отзывы
Работа над повестью «Дядюшкин сон» началась у Достоевского после длительной творческой паузы, связанной с пребыванием сначала в Омском остроге, а затем в Семипалатинске. К её созданию автора подтолкнуло не только желание вернуться к литературной деятельности, но и финансовые сложности: так, в 1858 году, рассказывая в письме, адресованном публицисту Михаилу Каткову, о задумке нового произведения, Фёдор Михайлович откровенно дал понять, что испытывает острую нужду в деньгах: «Если Вам угодно будет иметь, для напечатания в этом году, мой роман, то не можете ли Вы мне выслать теперь же, вперёд за роман, недостающие мне и крайне необходимые 500 руб., серебром». Не только Катков, но и издатель журнала «Русское слово» Григорий Кушелев-Безбородко согласились сотрудничать с Достоевским по предложенной им схеме — выплата гонораров в кредит, «под честное слово».

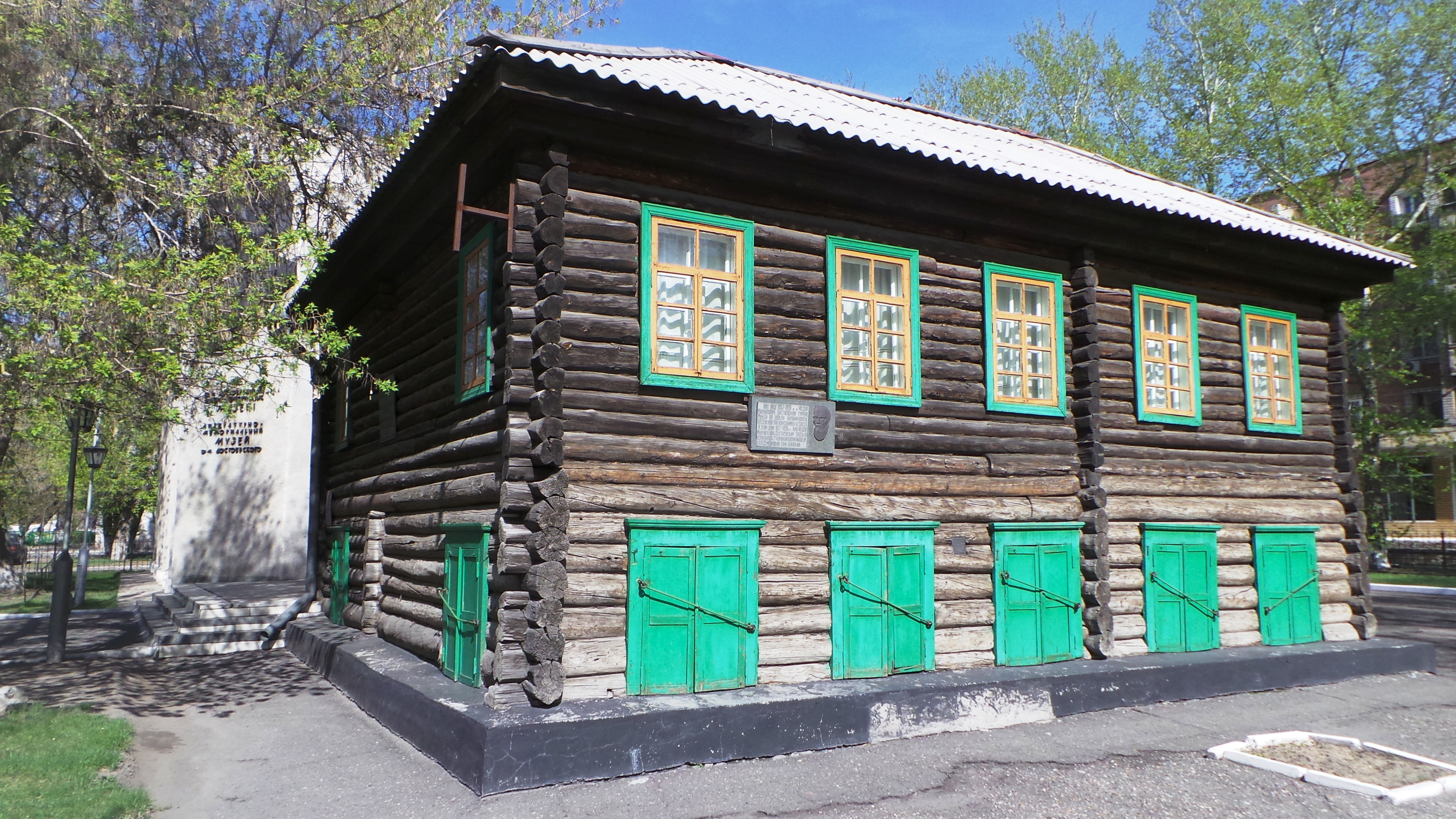
Дом Достоевского в Семипалатинске

Исследователи не смогли установить точную дату начала работы над «Дядюшкиным сном»; по их предположениям, Фёдор Михайлович собирался написать на основе придуманного им сюжета комедию, поэтому черновики были заполнены соответствующими ремарками: «Десять часов утра», «Марья Александровна сидит у камина» и так далее. Несмотря на спешку, Достоевский — в нарушение предварительных договорённостей — смог отправить готовую рукопись в «Русское слово» только в январе 1859 года; в марте повесть была уже напечатана. Впоследствии, вспоминая историю её создания, Достоевский признавался:

Я написал её тогда в Сибири, в первый раз после каторги единственно с целью опять начать литературное поприще, и ужасно опасаясь цензуры (как к бывшему ссыльному). А потому невольно написал вещичку голубиного незлобия и замечательной невинности. 
Литературное сообщество России встретило публикацию «Дядюшкиного сна» почти демонстративным молчанием. Судя по воспоминаниям современников Достоевского, устные оценки нового произведения Фёдора Михайловича дали в частных беседах писатели Иван Тургенев и Иван Гончаров, критик Дмитрий Писарев, поэт Николай Некрасов. Тепло отозвался о повести в одном из писем Алексей Плещеев, долго хлопотавший о возвращении Достоевского в литературу и выступавший в роли доверенного лица при его переговорах с издателями. Однако горячих откликов и рецензий, подобных тем, что сопровождали выход романа «Бедные люди», автор не дождался.

## Герои. Возможные прототипы
По замечанию литературоведа Григория Фридлендера, персонажи повести по мере развития сюжета меняются, каждый из них в очередной главе «получает новую глубину», а представление о том или ином образе, сложившееся у читателей после отдельной сцены, опровергается уже в следующем эпизоде.

### Князь К.
В одном из писем брату Достоевский упоминал, что князь К. является единственным серьёзным героем «Дядюшкиного сна». Внешне он «весь искусственный», состоящий из парика, накладных бакенбардов и закрывающей значительную часть лица эспаньолки; его морщины замаскированы с помощью румян и белил — на то, чтобы «закостюмировать эту мумию в юношу», камердинер тратит ежедневно несколько часов. Как отметил критик Константин Мочульский, образ князя интересен тем, что он не только представляет собой шаржированный портрет «русского барина-европейца», но и является литературным предшественником другого персонажа Достоевского, — речь идёт о Степане Верховенском из романа «Бесы», который, подобно К., «следит за европейским просвещением» и перемежает русские и французские слова. Среди характеристик, которыми исследователи наделяют князя, — «карикатура», «кукольный персонаж», «барин-простофиля», «ярмарочный шут», «балаганный паяц». В тот момент, когда К. сообщает, что он «на дружеской ноге» с Байроном, в нём проступают черты Хлестакова. При этом князь способен меняться: так, в момент выявления обмана, когда гордая Зинаида берёт всю вину на себя, К. утрачивает привычную нелепость — в нём, по словам Фридлендера, обнаруживается «рыцарство, обиженная и беспомощная человечность».
К числу знакомых Достоевского, напоминавших князя, относился драматург Фёдор Кокошкин: он, подобно К., до глубокой старости «разыгрывал светского селадона и дамского поклонника». Очевидцы утверждали, что с помощью грима и парика он ежедневно преображался: «Надо было видеть, какие с ним совершались овидиевские превращения». Кроме того, литературоведы называют своеобразным «родственником» князя пушкинского персонажа — графа Нулина:

Оба впервые появляются перед нами из-за одинаковой неудачи в пути: у одного опрокинулась карета, у другого — коляска… Граф Нулин, жуир и франт, промотал «в вихре моды» не только свои наличные средства, но и «грядущие доходы». Сходные обстоятельства жизни и у князя Достоевского… Князь К. — это граф Нулин в старости.

### Зинаида Москалёва

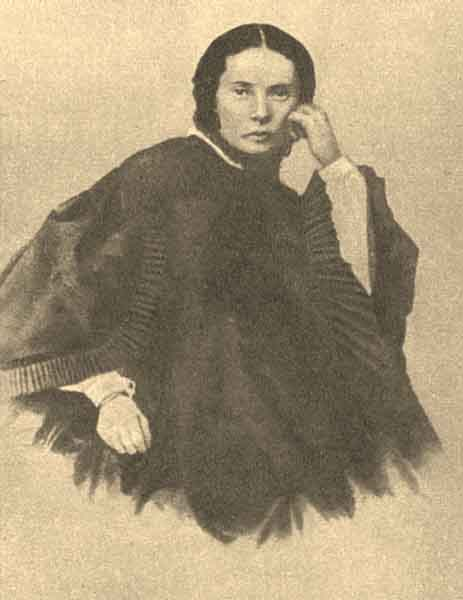
М. Д. Исаева

Зинаиду Москалёву исследователи сравнивают с Татьяной Лариной — их роднит романтичное отношение к миру и склонность к жертвенности. Полюбив некогда бедного, нездорового Василия, отношения с которым вызвали в Мордасове волну слухов, Зинаида не смогла стать его женой, однако верность «уездному учителишке» хранила до последних его минут. Позже она, как и героиня «Евгения Онегина», освободилась от юношеских грёз и вышла замуж за генерал-губернатора — «старого воина с двумя звёздами и с белым крестом на шее». Даже возможный брак с князем К. девушка рассматривала как проявление милосердия — сначала по отношению к будущему мужу, нуждающемуся в сердечном участии, затем — по отношению к умирающему от чахотки Васе, который мог бы вылечиться с помощью её денег.
По мнению исследователей, вероятным прототипом Зинаиды Москалёвой (а также Наташи Ихменёвой из романа «Униженные и оскорблённые») была Мария Дмитриевна Исаева — первая жена Достоевского, которая с состраданием относилась и к Фёдору Михайловичу, и к учителю Николаю Вергунову.

### Другие персонажи
Мария Александровна Москалёва, которую рассказчик называет «первой дамой в городе», напоминает персонажа романа «Бесы» Варвару Петровну Ставрогину: обе героини склонны к спонтанным решениям, властны, энергичны. Если одна из них решила выдать замуж свою дочь за князя К., то другая столь же внезапно задумала устроить личную жизнь воспитанницы Дарьи. По мнению Алексея Плещеева, образ провинциального «Наполеона» и одновременно «первой сплетницы в мире» является одним из самых удачных в «Дядюшкином сне».

Наиболее полное воплощение «мордасовской мудрости», бестиальная Москалева обращает свою жизнь в сплошное противостояние всему и всем, даже, по её словам, «дураку» Шекспиру, олицетворяющему недоступные «первой даме» высокие и светлые начала бытия. В Марье Александровне сосредоточена энергия дьявольского зла, прикрытого маской псевдохристианского приличия и своекорыстной материнской лжедобродетели.
Двадцатипятилетний Павел Александрович Мозгляков, называющий себя племянником князя К., смешон и жалок одновременно. Он тщетно пытается добиться благосклонности Зинаиды Москалёвой, обвиняет девушку то в холодности, то в легкомыслии и в итоге расстраивает её свадьбу. Литературоведы видят в нём представителя галереи «маленьких людей» и считают, что авторское сочувствие даёт ему шанс на лучшую судьбу: в финале повести Мозгляков, испытав горечь от встречи с аристократкой Зинаидой на балу, «свежий и здоровый» движется к новой жизни.
Помимо героев, непосредственно участвующих в сюжете, в «Дядюшкином сне» есть рассказчик, задача которого — представлять персонажей, а затем отходить в сторону, давая им возможность действовать самостоятельно. Его образ, с одной стороны, близок Макару Девушкину из романа «Бедные люди», с другой — хроникёру из «Бесов». Рассказчика отличает умение подмечать детали и «бесхитростно выворачивать наизнанку затемнённую жизнь глубинной провинции».

## Художественные особенности
Исследователи дают разные определения жанру «Дядюшкиного сна». По мнению литературоведа Николая Чиркова, в этом произведении Достоевский впервые в своей литературной практике обратился к форме «драматизированного романа». Константин Мочульский писал, что изначальный замысел автора был связан с пьесой; в силу разных причин эта идея осталась нереализованной, однако следы некой театральности сохранились: «„Дядюшкин сон“ — это водевиль, наскоро переделанный в повесть». Свидетельством того, что Фёдор Михайлович планировал создать произведение для сцены, являются не только диалоги и ремарки, но и композиция, при которой развязка сюжета выглядит «театрально-выразительной». Григорий Фридлендер, отмечая близость произведения к провинциальной хронике, наполненной повседневными проблемами, в то же время находит в повести черты и комедии, и трагедии.

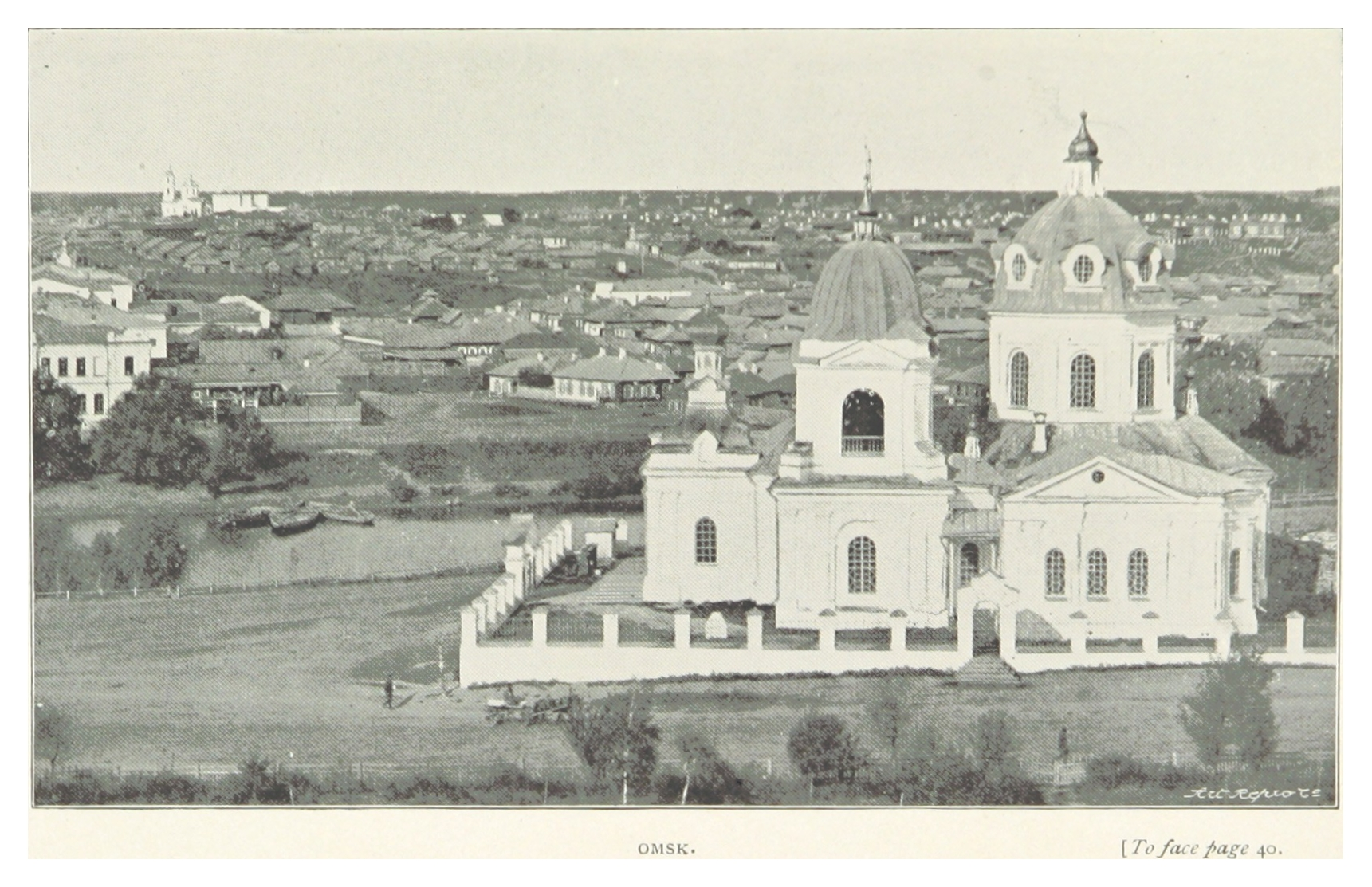
Омск XIX века — один из прообразов города Мордасова

Судя по воспоминаниям современников, в 1850—1860-х годах Достоевский с большой заинтересованностью относился к водевилю; в одном из писем он сообщал, что хотел бы «написать комедийку». Водевильное влияние просматривается даже в названии повести: «Дядюшкин сон» соотносится, по мнению Моисея Альтмана, с такими произведениями, как «Дядюшка на трёх ногах» Петра Каратыгина, «Дядюшкина тайна» Дмитрия Ленского, «Комедия с дядюшкой» Петра Григорьева и некоторыми другими.
В «Дядюшкином сне» отразились впечатления, полученные Достоевским во время пребывания в Сибири; Мордасов в его повести — это «царство сплетен, слухов, интриг, дамских войн за первенство в обществе»; это город, в котором большим, долго обсуждаемым событием становится любой эксцентричный поступок.

Этнопсихологической основой разработки служат ему [Достоевскому] реальные наблюдения над омскими, семипалатинскими и барнаульскими обывательскими типами и нравами 1850-х годов.

## Гоголевские традиции
«Дядюшкин сон» создан в гоголевских традициях. Исследователи считают, что непосредственное влияние Николая Васильевича обнаруживается как при выборе общей темы (повседневный уклад жизни в дореформенной провинциальной России), так и в стилистике (произведение Достоевского иронично «перекликается» с «Повестью о том, как поссорился Иван Иванович с Иваном Никифоровичем»). Анекдотичный сюжет повести, рассказывающей о том, что появление утратившего память старика внесло много суматохи в жизнь маленького городка, также восходит к гоголевским комедиям — «Женитьбе» и «Ревизору».
Вовсе не что вы, Марья Александровна, а сущая правда! Ведь это полукомпозиция, а не человек. Вы его видели шесть лет назад, а я час тому назад его видел. Ведь это полупокойник! Ведь это только воспоминание о человеке; ведь его забыли похоронить! Ведь у него глаза вставные, ноги пробочные, он весь на пружинах и говорит на пружинах!
Литературная перекличка наблюдается и при выборе Достоевским фамилий для персонажей «Дядюшкиного сна» — почти все они «по-гоголевски говорящие». К примеру, дальней родственнице Марии Александровны, проживающей в её доме, автор дал не только фамилию Зяблова, но и имя героини «Мёртвых душ» Коробочки — Настасья Петровна. Из гоголевского арсенала «позаимствованы» и фамилии других действующих лиц: Паскудина, Мозгляков, Фарпухины, Залихватский, Бородуев, Заушин.

## Адаптации
Разговоры о возможной инсценировке «Дядюшкиного сна» начались ещё при жизни Достоевского. Однако автор реагировал на них без энтузиазма. В одном из писем, датированных 1873 годом, он пояснял, почему не видит необходимости в создании сценической версии своего произведения: «Я не решаюсь и не могу приняться за поправки. 15 лет я не перечитывал свою повесть „Дядюшкин сон“. Теперь же, перечитав, нахожу её плохою».
«Дядюшкин сон» появился в репертуарах театров спустя десятилетия. Так, в январе 1927 году к постановке спектакля по произведению Достоевского приступила труппа Московского художественного театра. Режиссёр Немирович-Данченко писал Станиславскому, что спектакль «получился недурной», отмечал, что Книппер-Чехова, игравшая Марию Александровну Москалёву, была «иногда блестяща», Мозгляков в исполнении Владимира Андреевича Синицына получился «великолепным», а Николай Хмелёв, несмотря на проблемы во время репетиций, в конце концов «сложился в хорошего Князя».
В 1964 году образ Москалёвой воплотила на сцене театра имени Моссовета Фаина Раневская. По воспоминаниям Константина Михайлова, наблюдавшего, как актриса работала над ролью «провинциального Наполеона в кринолине», Раневская сумела создать образ напористо-обольстительной героини, в характере которой дерзость сочеталась с изяществом. Среди постановок XXI века рецензенты выделяют спектакль «Дядюшкин сон» в театре имени Маяковского (режиссёр Екатерина Гранитова, в роли Москалёвой-старшей — Ольга Прокофьева), а также сценическую версию в Большом драматическом театре имени Г. А. Товстоногова (режиссёр Темур Чхеидзе, Москалёва — Алиса Фрейндлих, Князь — Олег Басилашвили). Эта версия в качестве телеспектакля вышла на экраны в 2011 году.
Повесть неоднократно экранизировалась. В 1966 году вышел фильм Константина Воинова «Дядюшкин сон», в котором роль Князя исполнил Сергей Мартинсон, образ Москалёвой создала Лидия Смирнова, Зинаиду сыграла Жанна Прохоренко. По мнению киноведа Петра Багрова, картина, несмотря на мастерство актёров, не вошла в число творческих удач Воинова: «Театр можно „адаптировать“ для кино, литературу же „адаптировать“ нельзя: здесь уже нужно искать кинематографический эквивалент».
В ноябре 1981 года телевидением СССР был выпущен двухсерийный телеспектакль «Дядюшкин сон», автором сценария и режиссёром которого стал Александр Орлов. Роль Князя в нём сыграл Марк Прудкин, один из «великих стариков МХАТа», роль Зины — молодая Елена Майорова.
В 2001 году телевидением России был выпущен телеспектакль  «Дядюшкин сон», режиссёрами которого стали Владимир Иванов, Павел Любимцев. Роль князя сыграл Владимир Этуш, роль Марии Александровны Москалёвой — Мария Аронова